# صمام رقي

الصمام الرقي هو صمام ذو غشاء رقي يستعمل لفتح وغلق التيار في تطبيقات التقنية الحيوية.